# Tatjana Ovetjkina
Tatjana Nikolajevna Ovetjkina (ryska: Татьяна Николаевна Овечкина), född den 19 mars 1950, är en sovjetisk basketspelare som var med och tog OS-guld 1976 i Montréal. Detta var första gången dambasket var med på det olympiska programmet. Ovetjkina var även med fyra år senare och tog OS-guld 1980 i Moskva. Hon är mor till den ryske ishockeyspelaren Aleksandr Ovetjkin. 